# Montereau-sur-le-Jard
Pour les articles homonymes, voir Montereau.
Montereau-sur-le-Jard est une commune française située dans le département de Seine-et-Marne en région Île-de-France.

## Géographie

### Localisation
Montereau-sur-le-Jard est situé à 6 km au nord de Melun.
La commune est bordée au nord par l'aérodrome de Melun-Villaroche qui occupe le tiers de sa superficie et au sud par l'autoroute A5 et la ligne à grande vitesse Sud-Est.

### Communes limitrophes
| Réau             | Limoges-Fourches      | Lissy               |
|                  | Montereau-sur-le-Jard | Saint-Germain-Laxis |
| Vert-Saint-Denis | Voisenon              | Rubelles            |

### Géologie et relief
La commune est classée en zone de sismicité 1, correspondant à une sismicité très faible.

### Hydrographie

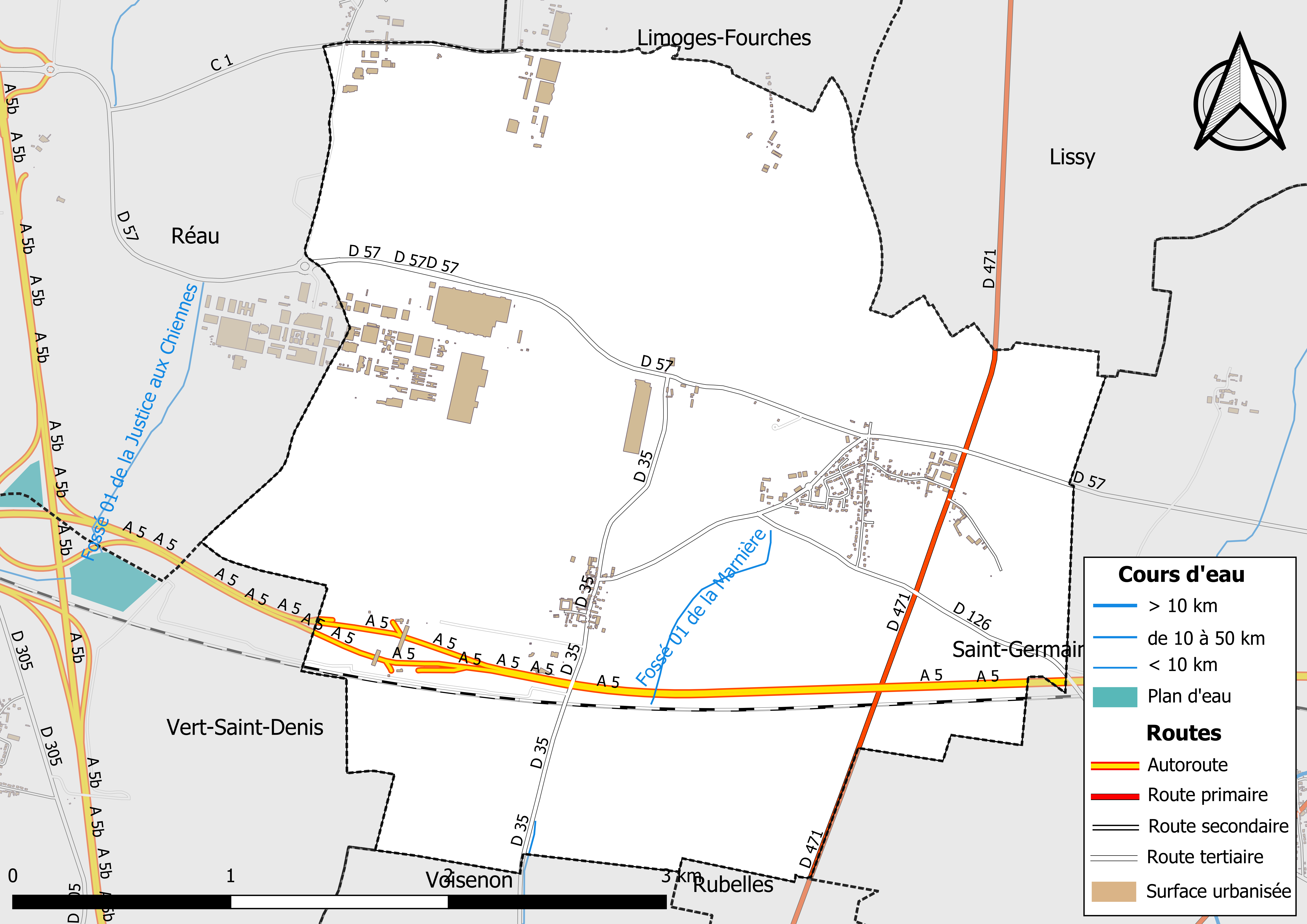
Carte des réseaux hydrographique et routier de Montereau-sur-le-Jard.

Le réseau hydrographique de la commune se compose de  deux cours d'eau référencés :
- le fossé 01 de la Marnière, long de 1,08 km[2] ;
- le fossé 01 de la Plaine du Jard, canal de 1,37 km[3], qui se jette à Voisenon dans le ru du Jard.

La longueur totale des cours d'eau sur la commune est de 1,25 km.

### Climat
Pour des articles plus généraux, voir Climat de l'Île-de-France et Climat de Seine-et-Marne.
En 2010, le climat de la commune est de type climat océanique dégradé des plaines du Centre et du Nord, selon une étude du CNRS s'appuyant sur une série de données couvrant la période 1971-2000. En 2020, Météo-France publie une typologie des climats de la France métropolitaine dans laquelle la commune est exposée à un climat océanique altéré et est dans la région climatique Sud-ouest du bassin Parisien, caractérisée par une faible pluviométrie, notamment au printemps (120 à 150 mm) et un hiver froid (3,5 °C).
Pour la période 1971-2000, la température annuelle moyenne est de 11,2 °C, avec une amplitude thermique annuelle de 15 °C. Le cumul annuel moyen de précipitations est de 695 mm, avec 11,7 jours de précipitations en janvier et 7,9 jours en juillet. Pour la période 1991-2020, la température moyenne annuelle observée sur la station météorologique installée sur la commune est de 11,6 °C et le cumul annuel moyen de précipitations est de 657,9 mm,. Pour l'avenir, les paramètres climatiques de la commune estimés pour 2050 selon différents scénarios d'émission de gaz à effet de serre sont consultables sur un site dédié publié par Météo-France en novembre 2022.
| Mois                                  | jan.             | fév.             | mars             | avril           | mai             | juin           | jui.          | août           | sep.           | oct.            | nov.            | déc.             | année      |
| ------------------------------------- | ---------------- | ---------------- | ---------------- | --------------- | --------------- | -------------- | ------------- | -------------- | -------------- | --------------- | --------------- | ---------------- | ---------- |
| Température minimale moyenne (°C)     | 1,6              | 1,4              | 3,4              | 5,4             | 9               | 12,1           | 13,9          | 13,7           | 10,7           | 8,1             | 4,5             | 2,2              | 7,2        |
| Température moyenne (°C)              | 4,2              | 4,9              | 7,9              | 10,8            | 14,3            | 17,5           | 19,8          | 19,6           | 16             | 12,2            | 7,6             | 4,7              | 11,6       |
| Température maximale moyenne (°C)     | 6,9              | 8,3              | 12,5             | 16,2            | 19,7            | 23             | 25,6          | 25,5           | 21,4           | 16,3            | 10,6            | 7,3              | 16,1       |
| Record de froid (°C) date du record   | −19,8 17.01.1985 | −19,7 14.02.1956 | −10,3 12.03.1958 | −4,6 12.04.1986 | −2,1 07.05.1957 | 1,6 04.06.1975 | 4 08.07.1954  | 3,5 31.08.1986 | 0,4 24.09.1947 | −4,8 29.10.1985 | −9,3 24.11.1998 | −14,8 29.12.1964 | −19,8 1985 |
| Record de chaleur (°C) date du record | 16,9 05.01.1999  | 21,2 24.02.21    | 25,6 25.03.1955  | 29,5 30.04.1994 | 31,6 28.05.17   | 36,8 27.06.11  | 41,9 25.07.19 | 38,9 12.08.03  | 34,4 15.09.20  | 29,4 01.10.1985 | 22,1 07.11.15   | 17,6 07.12.00    | 41,9 2019  |
| Ensoleillement (h)                    | 595              | 829              | 1 429            | 1 882           | 2 163           | 2 261          | 2 347         | 2 253          | 1 804          | 1 185           | 684             | 544              | 17 975     |
| Précipitations (mm)                   | 50,9             | 46               | 46,6             | 48,8            | 61,9            | 58,1           | 59,4          | 54,2           | 54             | 58,5            | 56,3            | 63,2             | 657,9      |

### Milieux naturels et biodiversité
Aucun espace naturel présentant un intérêt patrimonial n'est recensé sur la commune dans l'inventaire national du patrimoine naturel,,.

## Urbanisme

### Typologie
Au 1er janvier 2024, Montereau-sur-le-Jard est catégorisée commune rurale à habitat dispersé, selon la nouvelle grille communale de densité à sept niveaux définie par l'Insee en 2022.
Elle est située hors unité urbaine. Par ailleurs la commune fait partie de l'aire d'attraction de Paris, dont elle est une commune de la couronne,. Cette aire regroupe 1 929 communes,.

### Lieux-dits et écarts
La commune compte 36 lieux-dits administratifs répertoriés consultables ici (source : le fichier Fantoir) dont Aubigny absorbé en 1842, siège de la mairie, Courceaux.

### Occupation des sols
L'occupation des sols de la commune, telle qu'elle ressort de la base de données européenne d’occupation biophysique des sols Corine Land Cover (CLC), est marquée par l'importance des territoires agricoles (61,5 % en 2018), en diminution par rapport à 1990 (70,9 %). La répartition détaillée en 2018 est la suivante : 
terres arables (59,9% ), zones industrielles ou commerciales et réseaux de communication (35% ), zones urbanisées (3,5% ), zones agricoles hétérogènes (1,6 %).
Parallèlement, L'Institut Paris Région, agence d'urbanisme de la région Île-de-France, a mis en place un inventaire numérique de l'occupation du sol de l'Île-de-France, dénommé le MOS (Mode d'occupation du sol), actualisé régulièrement depuis sa première édition en 1982. Réalisé à partir de photos aériennes, le Mos distingue les espaces naturels, agricoles et forestiers mais aussi les espaces urbains (habitat, infrastructures, équipements, activités économiques, etc.) selon une classification pouvant aller jusqu'à 81 postes, différente de celle de Corine Land Cover,,. L'Institut met également à disposition des outils permettant de visualiser par photo aérienne l'évolution de l'occupation des sols de la commune entre 1949 et 2018.

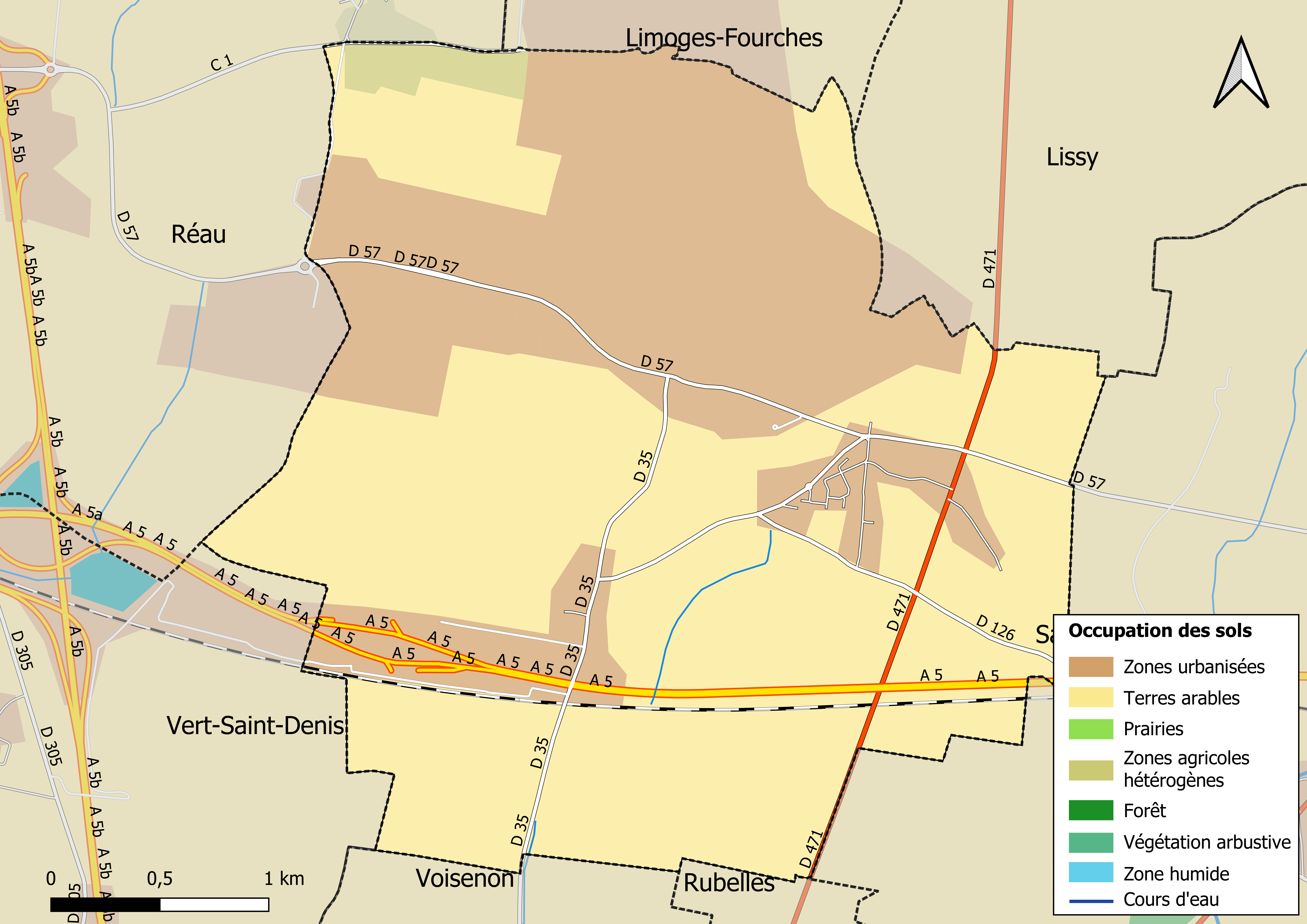
Carte des infrastructures et de l'occupation des sols en 2018 (CLC) de la commune.
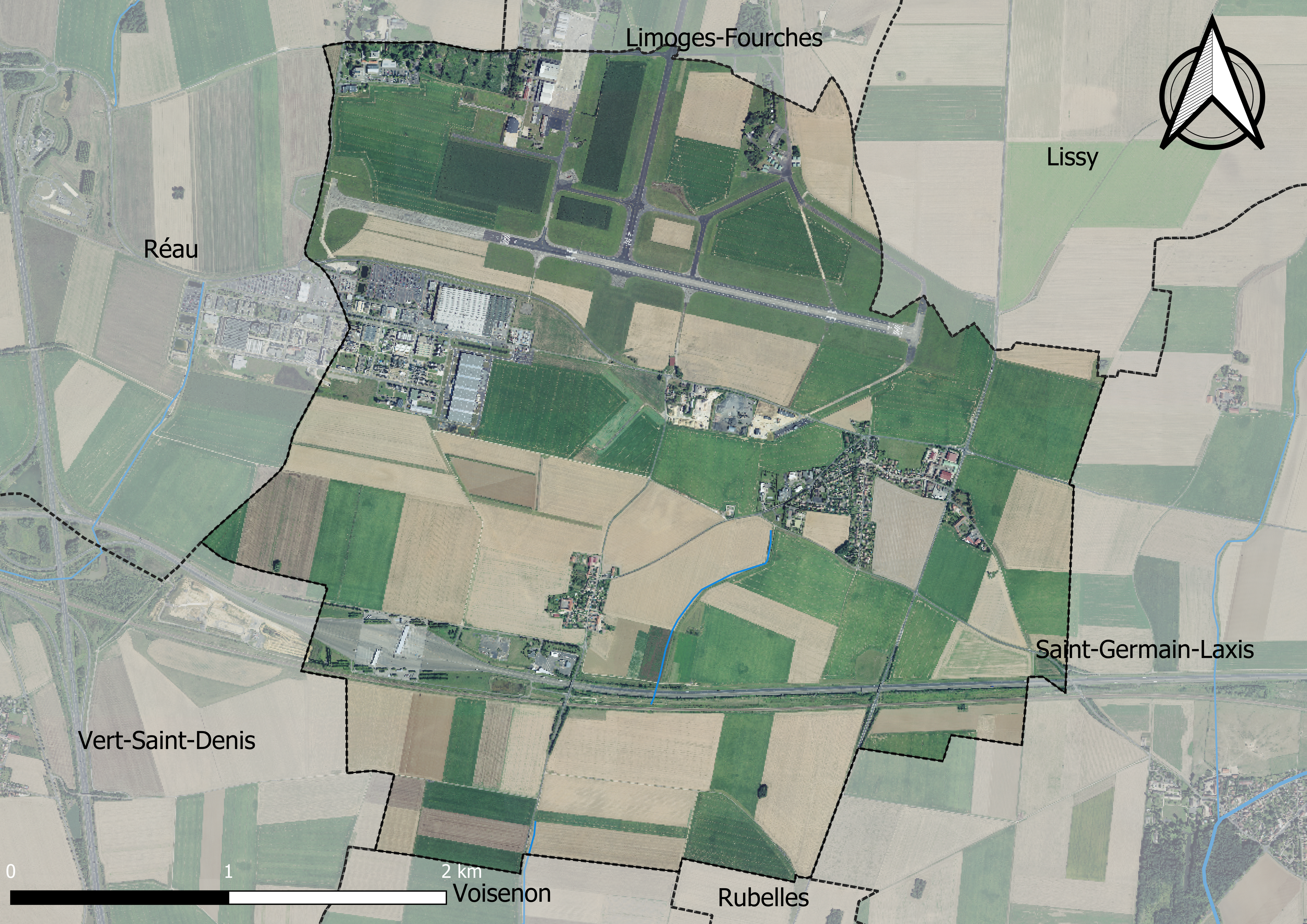
Carte orhophotogrammétrique de la commune.

### Planification
La loi SRU du 13 décembre 2000 a incité les communes à se regrouper au sein d’un établissement public, pour déterminer les partis d’aménagement de l’espace au sein d’un SCoT, un document d’orientation stratégique des politiques publiques à une grande échelle et à un horizon de 20 ans et s'imposant aux documents d'urbanisme locaux, les PLU (Plan local d'urbanisme). La commune est dans le territoire du SCOT Région melunaise, dont l'élaboration a été engagée de 2013 à 2015, puis poursuivie à partir de 2017 sur un périmètre différent et porté par la communauté d'agglomération Melun Val de Seine.
La commune disposait en 2019 d'un plan local d'urbanisme en révision. Le zonage réglementaire et le règlement associé peuvent être consultés sur le Géoportail de l'urbanisme.

### Logement
En 2017, le nombre total de logements dans la commune était de 216 dont 85,5 % de maisons et 10,6 % d'appartements.
Parmi ces logements, 93,5 % étaient des résidences principales, 0,5 % des résidences secondaires et 6,1 % des logements vacants.
La part des ménages fiscaux propriétaires de leur résidence principale s'élevait à 74,3 % contre 21,7 % de locataires et 4 % logés gratuitement.

## Toponymie
Le nom de la localité est mentionné sous les formes Monsterellum en 1212 ; Musteriolum prope Melodunum en 1227 ; Monstereul de lez l'abahie du Jars en 1320 ; Monsteriau en 1320 ; Musterolum en 1339 ; Monstereau emprez le Jard en 1384 ; Monstereau en 1385 ; Monterieau sus le Jard en 1569 ; Monthereau sur le Jard en 1596 ; Montereau sur Jouarre en 1774.
Montereau : Peut-être du latin monasterellum, diminutif de monasterium, « monastère ».
Dans la plaine du Ru du Jard ; Jard : Peut-être un mot régional signifiant « gravier caillouteux » ou « petits galets » formant des bancs sur les bords d'une rivière.

## Histoire
L'occupation humaine sur le plateau de Montereau-sur-le-Jard est continue de l'âge de bronze jusqu'à l'époque contemporaine. Des restes osseux de  trois mammouths laineux adultes ont été découverts.

### Période gauloise
Le terroir environnant est vraisemblablement alors contrôlé par le peuple des Sénons, quoiqu'à la frontière de leur territoire. Un vaste établissement agricole daté des IIe et Ier siècles av. J.-C. a été révélé par l'archéologie.

### Haut Moyen Âge
À la suite de cette occupation antique, prend place aux Courceaux, un hameau mérovingiens. Cette occupation importante perdure du VIe au XIIe siècle de notre ère et est vraisemblablement à l'origine du fief de Courceaux. Au XIIIe siècle, le site pourrait être passé sous le contrôle de l'Abbaye de Saint-Jean-Baptiste du Jard qui y possédait une ferme.

### Époque moderne
Le 17 juillet 1771, c'est entre Montereau-sur-le-Jard et Éprunes, lieu-dit de Réau, qu'éclata le météore qui avait été observé dans une grande partie de l'Angleterre et de la France.
Par ordonnance royale du 22 mars 1842, les deux anciennes paroisses de Montereau-sur-le-Jard et d'Aubigny sont réunies pour former la commune actuelle qui possède deux églises : Saint-Martin à Montereau-sur-le-Jard et Notre-Dame-de-la-Nativité à Aubigny.
L'aérodrome de Melun-Villaroche, principalement situé sur le terrain de la commune, devient un site notable d'essais en vol à partir de 1944. Le colonel Rozanoff, pilote d'essai y trouve la mort le 3 avril 1954 lors d'une tentative de passage du mur du son à basse altitude à bord d'un Mystère IV.

## Politique et administration

### Liste des maires
| Période                                  | Période   | Identité               | Étiquette | Qualité |
| ---------------------------------------- | --------- | ---------------------- | --------- | ------- |
| Les données manquantes sont à compléter. |           |                        |           |         |
| mars 2001                                | mars 2014 | Marie-Thérèse Vanneste |           |         |
| mars 2014                                | En cours  | Christian Hus          |           |         |

## Équipements et services

### Eau et assainissement
L’organisation de la distribution de l’eau potable, de la collecte et du traitement des eaux usées et pluviales relève des communes. La loi NOTRe de 2015 a accru le rôle des EPCI à fiscalité propre en leur transférant cette compétence. Ce transfert devait en principe être effectif au 1er janvier 2020, mais la loi Ferrand-Fesneau du 3 août 2018 a introduit la possibilité d’un report de ce transfert au 1er janvier 2026,.

#### Assainissement des eaux usées
En 2020, la gestion du service d'assainissement collectif de la commune de Montereau-sur-le-Jard est assurée par la communauté d'agglomération Melun Val de Seine (CAMVS) pour la collecte, le transport et la dépollution. Ce service est géré en délégation par une entreprise privée, dont le contrat arrive à échéance le 31 décembre 2023,,.
L’assainissement non collectif (ANC) désigne les installations individuelles de traitement des eaux domestiques qui ne sont pas desservies par un réseau public de collecte des eaux usées et qui doivent en conséquence traiter elles-mêmes leurs eaux usées avant de les rejeter dans le milieu naturel. La communauté d'agglomération Melun Val de Seine (CAMVS) assure pour le compte de la commune le service public d'assainissement non collectif (SPANC), qui a pour mission de vérifier la bonne exécution des travaux de réalisation et de réhabilitation, ainsi que le bon fonctionnement et l’entretien des installations,.

#### Eau potable
En 2020, l'alimentation en eau potable est assurée par la commune qui en a délégué la gestion à une entreprise privée,,.

## Population et société

### Démographie
L'évolution du nombre d'habitants est connue à travers les recensements de la population effectués dans la commune depuis 1793. Pour les communes de moins de 10 000 habitants, une enquête de recensement portant sur toute la population est réalisée tous les cinq ans, les populations de référence des années intermédiaires étant quant à elles estimées par interpolation ou extrapolation. Pour la commune, le premier recensement exhaustif entrant dans le cadre du nouveau dispositif a été réalisé en 2005.

En 2022, la commune comptait 498 habitants, en évolution de −4,41 % par rapport à 2016 (Seine-et-Marne : +3,92 %, France hors Mayotte : +2,11 %).
| 1793 | 1800 | 1806 | 1821 | 1831 | 1836 | 1841 | 1846 | 1851 |
| ---- | ---- | ---- | ---- | ---- | ---- | ---- | ---- | ---- |
| 120  | 96   | 100  | 86   | 124  | 124  | 131  | 231  | 263  |

| 1856 | 1861 | 1866 | 1872 | 1876 | 1881 | 1886 | 1891 | 1896 |
| ---- | ---- | ---- | ---- | ---- | ---- | ---- | ---- | ---- |
| 285  | 312  | 319  | 249  | 257  | 261  | 223  | 255  | 239  |

| 1901 | 1906 | 1911 | 1921 | 1926 | 1931 | 1936 | 1946 | 1954 |
| ---- | ---- | ---- | ---- | ---- | ---- | ---- | ---- | ---- |
| 248  | 265  | 254  | 237  | 276  | 271  | 288  | 208  | 313  |

| 1962 | 1968 | 1975 | 1982 | 1990 | 1999 | 2005 | 2006 | 2010 |
| ---- | ---- | ---- | ---- | ---- | ---- | ---- | ---- | ---- |
| 269  | 240  | 250  | 264  | 284  | 567  | 585  | 582  | 563  |

| 2015 | 2020 | 2022 | - | - | - | - | - | - |
| ---- | ---- | ---- | - | - | - | - | - | - |
| 527  | 497  | 498  | - | - | - | - | - | - |

## Économie
- Snecma (Safran).
- Aérodrome de Melun-Villaroche.
- ZAE du Marchais Renard.
- Exploitations agricoles.

### Secteurs d'activité

#### Agriculture
Montereau-sur-le-Jard est dans la petite région agricole dénommée la « Brie française », (ou Basse-Brie), une partie de la Brie autour de Brie-Comte-Robert. En 2010, l'orientation technico-économique de l'agriculture sur la commune est diverses cultures (hors céréales et oléoprotéagineux, fleurs et fruits).
Si la productivité agricole de la Seine-et-Marne se situe dans le peloton de tête des départements français, le département enregistre un double phénomène de disparition des terres cultivables (près de 2 000 ha par an dans les années 1980, moins dans les années 2000) et de réduction d'environ 30 % du nombre d'agriculteurs dans les années 2010. Cette tendance n'est pas confirmée au niveau de la commune qui voit le nombre d'exploitations augmenter et passer de 6 en 1988 à 7 en 2010. Parallèlement, la taille de ces exploitations diminue, passant de 145 ha en 1988 à 140 ha en 2010.
Le tableau ci-dessous présente les principales caractéristiques des exploitations agricoles de Montereau-sur-le-Jard, observées sur une période de 22 ans : 
|                                      | 1988 | 2000 | 2010 |
| ------------------------------------ | ---- | ---- | ---- |
| Dimension économique,                |      |      |      |
| Nombre d’exploitations (u)           | 6    | 6    | 7    |
| Travail (UTA)                        | 14   | 7    | 12   |
| Surface agricole utilisée (ha)       | 868  | 836  | 979  |
| Cultures                             |      |      |      |
| Terres labourables (ha)              | 848  | 759  | 965  |
| Céréales (ha)                        | 514  | 410  | 571  |
| dont blé tendre (ha)                 | 346  | 351  | 383  |
| dont maïs-grain et maïs-semence (ha) | 125  | s    | s    |
| Tournesol (ha)                       | 83   |      |      |
| Colza et navette (ha)                | 44   | 96   | 89   |
| Élevage                              |      |      |      |
| Cheptel (UGBTA)                      | 0    | 0    | 0    |

## Culture locale et patrimoine

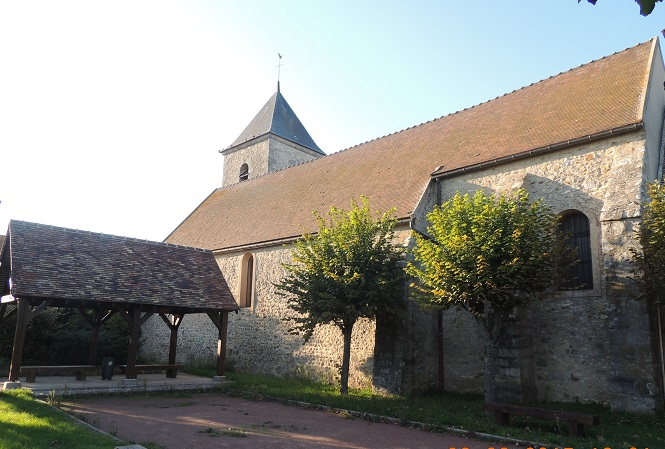
L'église Saint-Martin.

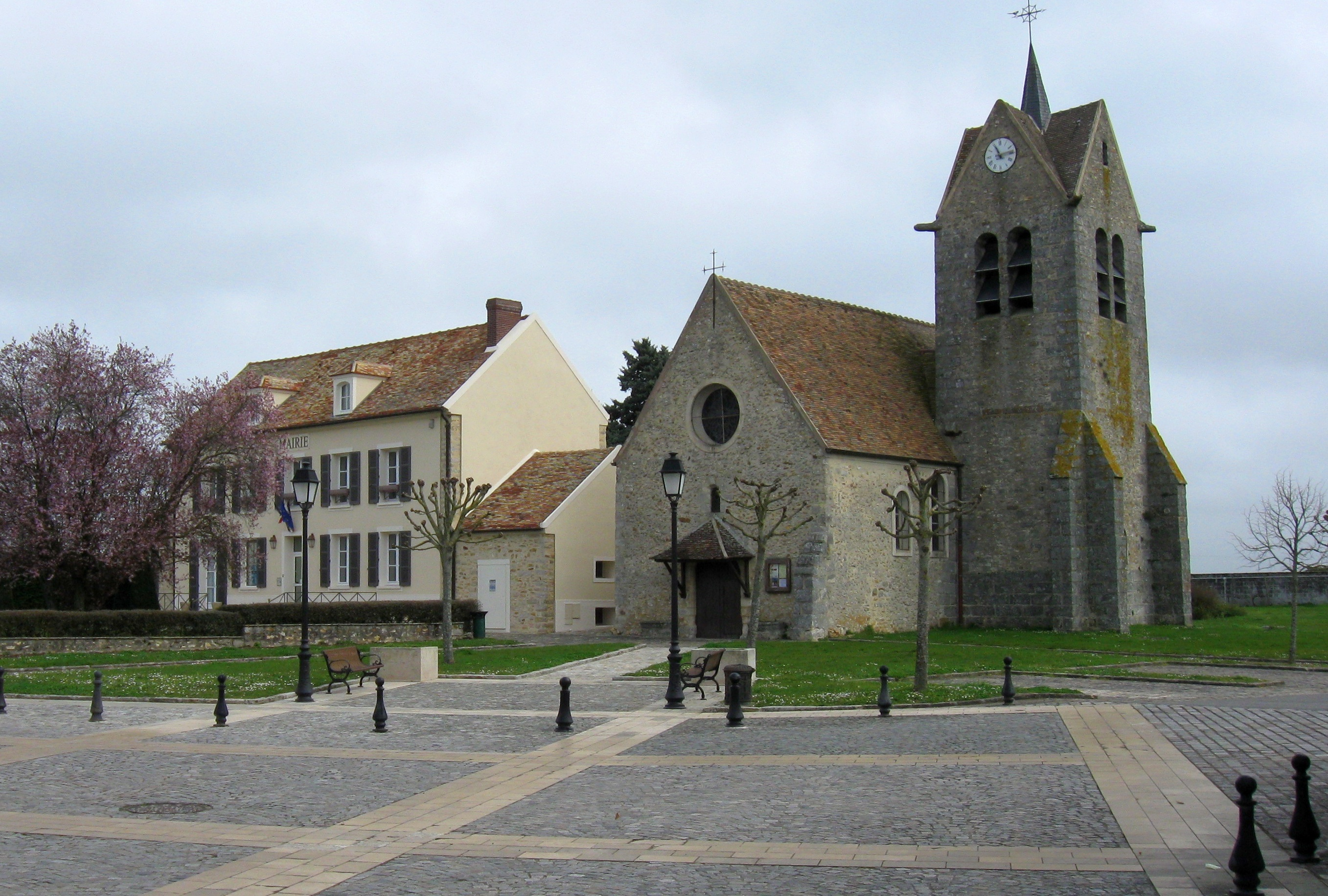
L'église d'Aubigny et la mairie.

### Lieux et monuments
- L'église Saint-Martin de Montereau-sur-le-Jard a été inscrite aux monuments historiques en 1926[55].
- L'église Notre-Dame d’Aubigny a été inscrite aux monuments historiques en 1926[56].

### Personnalités liées à la commune
Le pilote d'essai Constantin Rozanoff fut le premier à passer le mur du son en vol horizontal sur un avion français en février 1954. Il est mort le 3 avril 1954 dans le crash de ce même appareil, un Dassault Mystère IV, en présentation officielle à Melun Villaroche. L'endroit est matérialisé dans un champ par quatre pierres et une dalle à son nom.
Le musicien Pete Doherty s'est installé à Monterau-sur-le-Jard en 2015.